# تكوين موريسون
يشكل تكوين موريسون سلسلة مميزة من صخور الجوراسي العليا الرسوبية الموجودة في غرب الولايات المتحدة والتي كانت المصدر الأكثر خصوبة لأحافير الديناصورات في أمريكا الشمالية. يتكون تشكيل موريسون بشكل أساسي من صخور طينية وبشكل ثانوي من صخور رملية وصخور غرينية وصخور جيرية، ولونه من الممكن أن يكون رمادي فاتح، رمادي مخضر أو أحمر. معظم الحفريات توجد في أحجار الطمي الأخضر والأحجار الرملية التي توجد في الجزء السفلي من التكوين، أيضاً توجد ضمن بقايا وآثار الأنهار والسهول الفيضية من العصر الجوراسي.
تتركز السلسلة في ولايتي وايومنغ وكولورادو، مع ظهورها كـ مكاشف فوق السطح في كل من مونتانا، داكوتا الشمالية، داكوتا الجنوبية، نبراسكا، كانساس، ومضائق بـ أوكلاهوما، تكساس، نيومكسيكو، أريزونا، يوتا وإيداهو. إضافةً إلى ذلك، لقد تم بالفعل العثور على صخور مكافئة تحت أسماء مختلفة في كندا. تغطي السلسلة مساحة 1.5 مليون كيلومتر مربع (600000 ميلاً مربعاً)، على الرغم من أن جزءًا صغيرًا فقط هو الذي يتعرض له الجيولوجيون وعلماء الحفريات في متناولهم. لذا، لا يزال أكثر من 75 ٪ مدفون تحت المَرَج في الشرق، وقد تآكل جزء كبير من نطاقها الجغرافي القديم الغربي أثناء بناء وظهور جبال روكي.
سمي هذا التكوين نسبةً إلى منطقة موريسون في كولورادو، حيث اكتُشِفَتْ أول الاحافير في هذا التكوين عام 1877 بواسطة آرثر ليكس. وفي نفس العام، أصبحت مركزًا لحروب الأحافير، وهي منافسة لجمع الأحافير بين علماء الحفريات الأوائل أوثنييل تشارلز مارش وإدوارد درينكر كوب. في كولورادو، نيو مكسيكو ويوتا، كان تكوين موريسون مصدرا رئيسيا لخام اليورانيوم.

## الوصف
وفقاً للتأريخ الإشعاعي، يعود عمر تكوين موريسون إلى 156.3 ± 2 مليون سنة في قاعدته،  إلى 146.8 ± 1 مليون سنة في قمته،  مما يضعها في المراحل الأولى من العصر الكيمريدجي، وفي المراحل التيتونية المبكرة من العصر الجوراسي المتأخر. هذا يشبه في العمر لتكوين الحجر الجيري «سولن-هوفن» في ألمانيا وتكوين «تنداجورو» في تنزانيا. كما يتشابه تكوين موريسون أيضاً، في العمر والكثير من الحيوانات، مع تكوين «لورينيا» في البرتغال. في جميع أنحاء غرب الولايات المتحدة، يعلو تكوين موريسون تكوينات الجوراسي الأوسط «سامر فيل» و«صندانس» و«بل رانش» و«واناكا» و«تكوينات ستمب» بأشكال مختلفة.
في ذاك الوقت، كانت قارة لوراسيا الكبرى قد انقسمت حديثاً إلى قارات أمريكا الشمالية وأوراسيا، على الرغم من استمرار اتصالهم بواسطة الجسور البرية حينها. نتيجة لذلك انتقلت أمريكا الشمالية شمالًا وأمست تمر عبر المناطق شبه الاستوائية.
تكون حوض موريسون، والذي امتد من نيو مكسيكو في الجنوب إلى ألبرتا وساسكاتشوان في الشمال، خلال الحركة البنائة للجبال بـ ولاية نيفادا، هذه الحركة البنائة للجبال كانت حدثاً يمثل مقدمة لحلقات وحركات بنائة أخرى للجبال في وقت لاحق والتي تسببت في ظهور جبال روكي، وبدأت تتجه نحو الغرب. الرواسب من أحواض الصرف المواجهة للشرق، ولتي حملتها الجداول والأنهار من مرتفعات إلكو (على طول حدود نيفادا ويوتا الحالية) قد ترسبت في الأراضي المنخفضة والمستنقعات والبحيرات وقنوات الأنهار والسهول الفيضية، كل هذا أصبح فيما بعد بما يسمى بـ تكوين موريسون.
في الشمال، بحر صندانس، وهو امتداد للمحيط المتجمد الشمالي، امتد عبر كندا إلى الولايات المتحدة. وقد تم العثور على الفحم في تكوين موريسون في مونتانا، مما يعني أن الجزء الشمالي من التكوين، على طول شواطئ البحر، كان رطبًا ومستنقعًا، مع وجود المزيد من النباتات. توجد أيضاً الأحجار الرملية الناتجة عن العوامل الريحية، أو الرواسب الرملية، في الجزء الجنوبي الغربي، مما يدل على أن المنطقة كانت أكثر جفافًا - أو صحراء، مع كثبان رملية.

### الطبقات
في منطقة هضبة كولورادو، ينقسم تكوين موريسون إلى أربعة أقسام فرعية أو أعضاء. من الأقدم إلى الأحدث، هم:

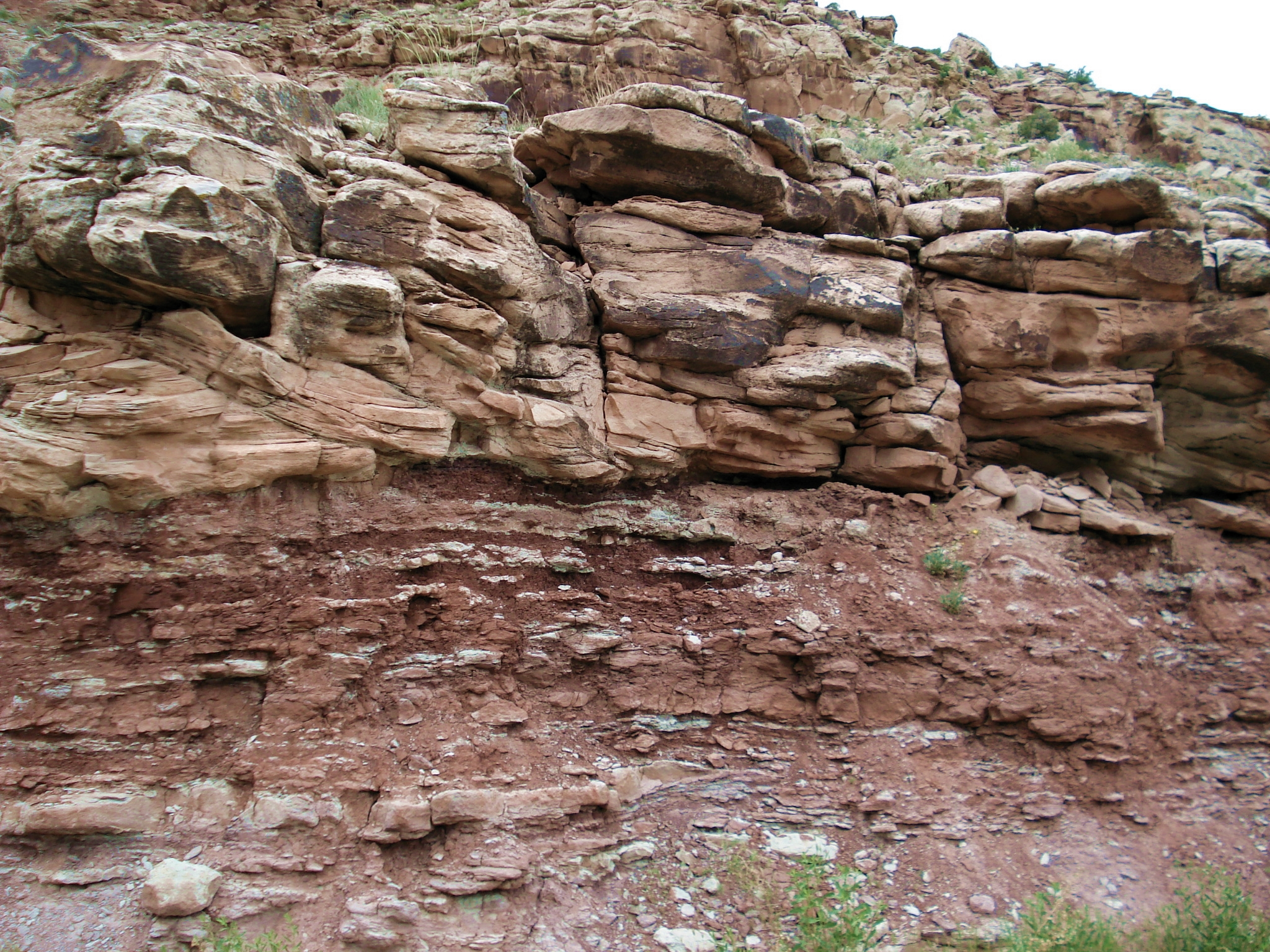
الطين المحمر لـ عضو "تيد-ويل" تحت الأحجار الرملية البيضاء لـ عضو "سالت-واش"، جنوب سيسكو، يوتا.

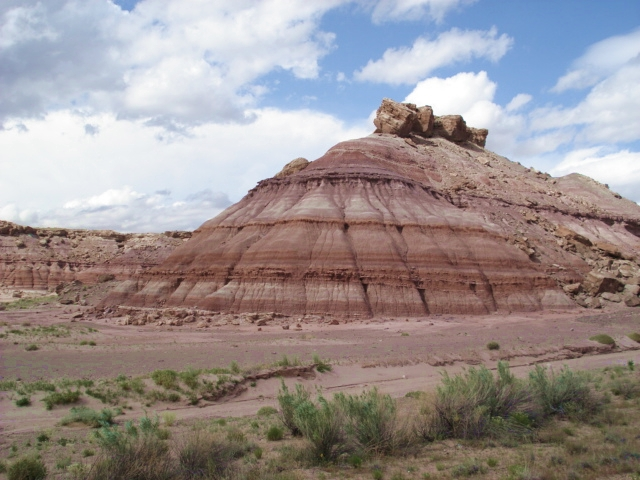
عضو الحوض براشي الذي على هضبة كولورادو

1. 1- عضو ويندي هيل: أقدم أعضاء التكوين. في ذلك الوقت، كان حوض موريسون يتميز بترسيب مسطّح للبحر والمد والجزر على طول الشاطئ الجنوبي لبحر صندانس.
2. 2- عضو تيد-ويل: انحسر بحر صندانس إلى ولاية وايومنغ خلال هذا الوقت واستعيض عنه بالبحيرات والسهول الطينية.
3. 3- عضو سالت واش: هو أول عضو أرضي بحت. كان الحوض عبارة عن سهل رسوبي شبه قاحل، مع سهول طينية موسمية.
4. 4- عضو الحوض براشي: يتميز بـ حبيبات أكثر نعومة من عضو سالت واش، يهيمن على عضو حوض براشي أحجار طينية غنية بالرماد البركاني. تدفقت الأنهار من الغرب إلى حوض يحتوي على بحيرة قلوية عملاقة مالحة تدعى بحيرة توديتشي والأراضي الرطبة الواسعة التي كانت تقع غرب هضبة انكومباجر الحديثة.

لقد توقف الترسيب في تكوين موريسون منذ تقريبا 147 مليون سنة. أحدث طبقات تكوين موريسون تُتبع بـ فجوة في السجل الجيولوجي قدرها 30 مليون سنة. أيضاً، الطبقات التي تفوق تكوين موريسون تابعة لـ تكوين جبل الأرز ‏، وادي بورو الضيق، لايتل، وتكوينات كلوفرلي ‏.

### المحتوى الأحفوري
على الرغم من أن العديد من حفريات تكوين موريسون محطمة ومجزئة، إلا أنها كافية لتوفير صورة جيدة للنباتات والحيوانات في حوض موريسون خلال العصر الكيمريدجي. بشكل عام، كان المناخ جافًا، على غرار السافانا، ولكن نظرًا لعدم وجود النباتات كاسيات البذور (الأعشاب والزهور وبعض الأشجار)، كانت النباتات مختلفة تمامًا. الصنوبريات، والتي كانت هي فصيلة النباتات السائدة في ذلك الوقت، كان يمكن العثور عليها مع أشجار الجينكو، السيكاسيات، سراخس الأشجار، والكنابيث. الكثير من النباتات التي وُجِدَتْ متحجرة كانت في ذاك الوقت تعيش على ضفاف النهر، أي أنها تعيش على طول سهول فيضان النهر. كانت الحشرات شبيهة جداً بالأنواع الحديثة، كان النمل الأبيض حينها يبني أعشاشاً له بطول يصل إلى 30 متر (98 قدم). وعلى طول الأنهار، كان هناك الأسماك، الضفادع، السلمندر،السحالي، التماسيح، السلاحف، التيروصورات، جراد البحر والمحار، مع كائنات ثدييات الشكل.
كانت الديناصورات على الأرجح تعيش على ضفاف النهر. وقد تم اكتشاف مئات من أحافير الديناصورات، مثل ألوصور(Allosaurus)، كامتوصور (Camptosaurus)، اورنيثوليستس (Ornitholestes)، مع عدة ستيغوصورات (Stegosaurus) تضم فصيلتين على الأقل من ديناصورات الـ ستيغوصور أيضاً تم العثور على ديناصورات أقدم قليلا مثل الـ هيسبيروصور (Hesperosaurus) والـ انكيلوصور(ankylosaurs)، وديناصورات المايمورابيلتا (Mymoorapelta) والجارجويليوصور (Gargoyleosaurus)، ومن أبرز المجموعات مجموعة واسعة جدا من الصوربوديات (عمالقة حقبة الحياة الوسطى). حيث إنه من المعروف أن بعضاً من تلك الفصائل قد أقامت وأنشئت أعشاشاً لها في هذه المنطقة (تم اكتشاف أجنة وبيوض لديناصور الـ كامتوصور بالفعل)، وهناك دلائل تشير إلى أنه كانت هناك بيئة جيدة لحياة الديناصورات بهذه المنطقة وليست فقط كـ موطن للهجرة والتجمعات الموسمية.
تشمل الصوربوديات التي تم اكتشافها ديناصورات الـ ديبلودوكس (وأشهرها هي أول عينة كاملة تقريبا من ديناصور الـ كارنيجي، والتي تُعرَض الآن في متحف كارنيجي للتاريخ الطبيعي في بيتسبرغ، بنسلفانيا)، وديناصورات الـ كامراصور (الـ صوربود الأكثر شيوعا)، أيضاً ديناصورات الـ براكيوصور، والـ أباتوصور، والـ برنتوصور، والـ باروصور، والديناصورات غير المألوفة مثل الـ هابلوكانثصور والـ سوبرصور. لقد أثار تنوع واختلاف الصوربوديات بهذا الشكل بعض الأسئلة حول كيفية تعايشهم معاً جميعًا دون اضطراب في السلسلة الغذائية، في حين أن أشكال أجسامهم متشابهة جدًا (الرقبة الطويلة، الذيل الطويل، الجسم الشبيه بأفيال ضخمة)، لذا حل هذا الخلاف هي في أن نفترض أن لدى كلاً منهم استراتيجيات تغذية مختلفة جدًا، من أجل أن يكون الجميع موجودًا في نفس الإطار الزمني وبيئة مشابهة.

#### المواقع ومحاجر استخراج الأحافير

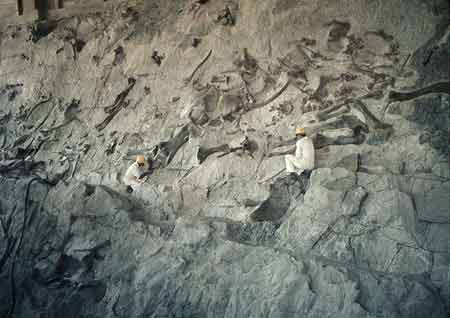
عمال داخل مبنى محجر الديناصورات، في نصب الديناصور الوطني

تشمل المواقع التي تحققت بها اكتشافات أحفورية في تكوين موريسون ما يلي:

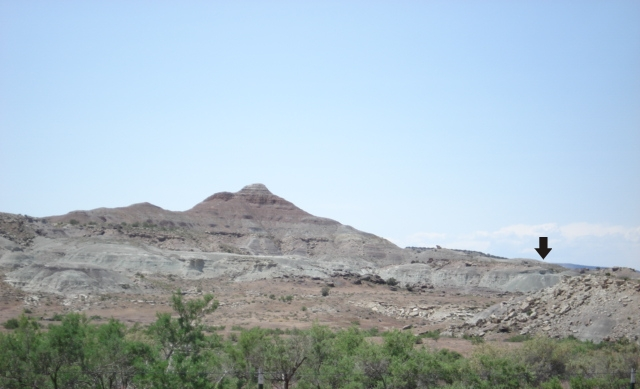
منطقة فرويتا لموارد الأحافير. أحد المواقع مشار اليها بالسهم.

- - جاردن بارك، كولورادو: واحد من المواقع الرئيسية الثلاثة التي قد تم حفرها من قبل علماء الحفريات أوثنييل تشارلز مارش وإدوارد درينكر كوب خلال حروب الأحافير في عام 1877، رغم أن معظم العينات كانت ناقصة ومكسرة لتعريف وتصنيف فصيلة (نومينا دوبيا nomina dubia). في عام 1992، تم اكتشاف عينة من ستيجوسورس ستينوبس (stegosaurus stenops)، ودرعها لا يزال في مكانه، وهذا قد أكد على أن الديناصور كان لديه صفين من الصفائح على ظهره.
- - محجر دراي ميسا، كولورادو: مجموعة واسعة من أحافير وبقايا الحيوانات، وكذلك مجموعة من الديناصورات الأكثر تنوعا من أي محجر آخر في تكوين موريسون. وكان أول حفر في عام 1972، من قبل باحثين من جامعة بريغام يونغ. وتشمل عينات فريدة لأطول ديناصور معروف، سوبرصور و شيميريك اولتراصور(chimeric Ultrasauros)، وأكبر آكل لحوم في القارة، وهو تورفوصور(Torvosaurus).
- - منطقة فرويتا للموارد الحفرية: مواقع باد لاندس الواقعة جنوب فرويتا، تم العمل عليها بنشاط واسع بواسطة جورج كاليسون من جامعة ولاية كاليفورنيا ومتحف مقاطعة لوس أنجلوس للتاريخ الطبيعي. تم العثور على العديد من العينات من الثدييات والسحالي والتماسيح بهذه المنطقة. وفي الآونة الأخيرة، تم وصف عينات من ويندشيفيليا فرويتافوصور (windscheffelia Fruitafossor) والديناصور الجديد فرويتادنس (Fruitadens) لأول مرة بهذه المنطقة.
- - موقع بورجاتوار ريفر تراك، مقاطعة أوتيرو.

##### يوتا
- - محجر كليفلاند-لويد للديناصورات، يوتا: تم التنقيب لأول مرة بهذا الموقع من قبل الجيولوجيين من جامعة يوتا في أواخر العشرينات. قاد وليام لي ستوكس رحلة استكشافية من برينستون في عام 1939. أثناء العصر الجوراسي، كان المحجر عبارة عن حفرة طينية لدرجة أن العديد من الصوربوديات الهائلة قد تعثرت وتسببت على ما يبدو في مشكلة في الدورة الغذائية، لذا، تسببت في جذب العديد من الديناصورات آكلة اللحوم إلى ذلك المكان حيث تعثروا. معظم الـ ألوصورات (Allosaurs) التي تم العثور عليها تم استخراجها من هذا الموقع، وكذلك ديناصور الـ ستوكسوصور (Stokesosaurus) الفريد من نوعه وكذلك ديناصور الـ مارشوصور (Marshosaurus).
- - النصب التذكاري الوطني للديناصورات، يوتا: تم التنقيب لأول مرة في هذا الموقع عن طريق إيرل دوغلاس الذي كان يعمل في متحف كارنيجي في عام 1909 بهدف العثور على الصربوديات من تكوين موريسون للعرض العام. على صعيد آخر، يمتلك المتحف أيضاً ديناصورات متحجرة من تشكيل جبل الأرز.
- - محجر هانكسفيل-بوربي، هانكسفيل.

##### وايومنغ
- - محجر بون كابين، وايومنغ.
- - كومو بلاف، وايومنغ: أحد أكثر المواقع الأحفورية شهرة في أمريكا الشمالية. كان كوب ومارش أول من عملا على هذه المنطقة في عام 1877 وكانت المنطقة مصدراً للعديد من أنواع الصوربوديات المختلفة وعينات أخرى لغير-الديناصورات. أيضاً، تكوين كلوفرلي الذي يرجع تاريخه إلى العصر الطباشيري بالإضافة إلى بعض الطبقات من العصر الثلاثي مكشوفة على السطح في هذا الموقع.
- - مركز ديناصورات وايومنغ، ثيرموبوليس.
- تين سليب، بما في ذلك محجر دانا حيث قد تم استخراج ما لا يقل عن 12 من الصربوديات والثيروبودات.[6]

#### مقارنة المواقع
يتشابه تكوين موريسون مع تكوين طبقات تنداجورو في تنزانيا وتكوين لورينيا في البرتغال. بالنسبة إلى العمر، يتشابه تكوين موريسون مع تكوين حجر الجير (سولن-هوفن) في ألمانيا.
- تكوين تشوغووتر
- قوائم بالوحدات الطبقية الحاملة للديناصورات
- قائمة المواقع الأحفورية (مع دليل الارتباط)
- قائمة باليوبايوتا لتكوين موريسون
- بيكنودونتويديا

## روابط خارجية
- الصفحة الرئيسية لمتحف موريسون للتاريخ الطبيعي .
- الديناصورات وتاريخ الحياة ، جامعة كولومبيا محاضرة حول تشكيل موريسون.
- جيولوجيا محجر (الديناصور الوطني) ، من خدمة الحديقة الوطنية.
- التوزيع المكاني لموريسون في ماكروستات .
- قاعدة بيانات علم الأحياء القديمة: موقع دالتون ويل ديناصور (تشكيل موريسون): العصر الجوراسي المتأخر / العلوي، يوتا
- قاعدة بيانات علم الأحياء القديمة: موقع مسار ريدج ديناصور (تشكيل موريسون): العصر الجوراسي المتأخر / العلوي، كولورادو
- كتالوج ثدييات موريسون (أسفل الصفحة)
- NPS.gov: "حول تشكيل موريسون في النصب التذكاري الوطني ديناصور
- Britannica.com: جيولوجيا تشكيل موريسون